# Gelbkehl-Spornammer
Die Gelbkehl-Spornammer (Calcarius ornatus), auch Schmuckammer genannt, ist eine 15 Zentimeter große Vogelart aus der Familie der Tundraammern.

## Aussehen
Die männliche Gelbkehl-Spornammer hat eine schwarze Brust, der untere Teil des Bauches ist weiß. Die Stirn ist oben schwarz und der übrige Kopf ist weiß. Auffällige sind zwei dünne längliche, schwarze Streifen in Höhe und knapp unterhalb der Augen. Der Schwanz ist in der Mitte schwarz und an den Seiten weiß. Das übrige Gefieder ist bräunlich schwarz und ähnelt dem des Haussperlings. Das Weibchen ist äußerlich dem Haussperling zum Verwechseln ähnlich gefärbt. Durch ihre gute Tarnung sind sie für Fressfeinde nur schwer am Boden auszumachen.

## Verbreitung und Lebensweise

Verbreitungskarte der Gelbkehl-Spornammer
Brutgebiet
Durchzugsgebiet
Überwinterungsgebiet

Diese Art kommt in den Präriegebieten der Vereinigten Staaten und Kanadas vor. Sie bevorzugt leicht erhöhtes, offenes Gelände mit trockenem Grasbewuchs, kommt aber auch in vom Menschen genutzten Gebieten z. B. Golfplätzen vor. Sie ernähren sich vor allem von Gräser-Samen. Die Männchen beanspruchen ein Revier in der Größe von 2.500–5.000 m². Wenn sie von Feinden aufgeschreckt werden, fliegen sie meist nur ein kurzes Stück auf und kehren in kreisförmigen Flugbahnen wieder in die Nähe des Ausgangspunktes zurück.

## Balz
Bei der Werbung des Männchens um die Weibchen setzt sich das Männchen meist auf eine offene, auffällige Stelle und macht die Weibchen mit seinem Gesang auf sich aufmerksam. Wenn das Männchen Erfolg hat und sich ein Weibchen nähert, kommt es zu einem Verfolgungsflug und beide Partner kehren in kreisenden Flugbahnen mit langsamen Flügelschlagen zum Erdboden herab. Dabei lässt das Männchen seinen Gesang ertönen.

## Fortpflanzung

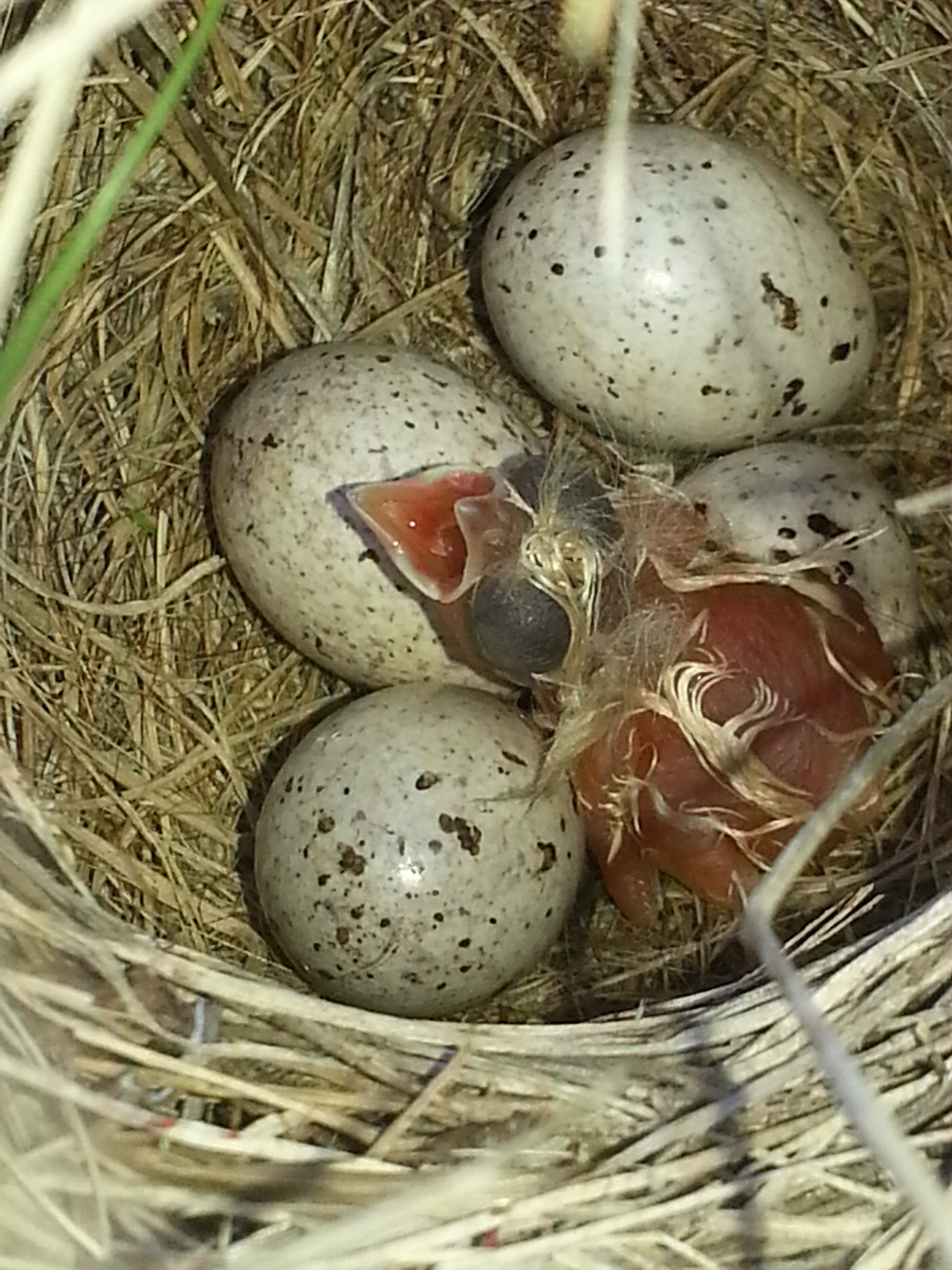
Nest der Gelbkehl-Spornammer mit frisch geschlüpften Jungvogel

Gelbkehl-Spornammern sind Bodenbrüter. Das Weibchen legt 2–7 weiße, hellbraune oder hellblaue mit braunen, roten oder schwarzen Stellen versehene Eier in ein napfförmiges Nest aus Grashalmen. Das Brutgeschäft übernimmt das Weibchen allein, nur bei der Fütterung der Jungen wird es vom Männchen unterstützt. Die Brutdauer beträgt 10–14 Tage, danach verbleiben die Jungen noch bis zu 2 Wochen im Nest.

## Gefährdung und Schutzmaßnahmen
Aufgrund ihrer eingeschränkten Verbreitung und eines massiven Populationsrückganges (85 % zwischen 1970 und 2014) stuft die IUCN diese Art als global gefährdet (Vulnerable) ein. Die Hauptbedrohungen für diese Art sind die Umwandlung ihres Lebensraumes in landwirtschaftlich genutzte Flächen sowie der Klimawandel. Zum Schutz der Art sind wissenschaftliche Studien am Laufen und in Kanada ist die Art als gefährdet gelistet.